# Fred Albert Shannon
Fred Albert Shannon (12 février 1893 – 4 février 1963) est un historien américain. Il remporte le prix Pulitzer d'histoire en 1929 pour son ouvrage The Organization and Administration of the Union Army, 1861-1865, publié l'année précédente.

## Biographie

### Jeunesse et études
Fred Albert Shannon naît le 12 février 1893, à Sedalia, dans le Missouri. Il est le fils de Louis Tecumseh Shannon et Sarah Margaret Sparks Shannon. En 1900, il vit avec sa famille dans le township de  Harrison, dans le comté de Clay, en Indiana. Il obtient un baccalauréat à l'Indiana State Teachers College, et un Master à l'université de l'Indiana à Bloomington en 1918.

### Carrière
Il est d'abord professeur d'école, avant de devenir professeur d'histoire à l'Iowa Wesleyan College en 1919. Cinq ans plus tard, il obtient son doctorat à l'université de l'Iowa et devient maître de conférences en histoire à l'Iowa State Teachers College.
En 1926, il déménage et travaille à l'université d'État du Kansas, où il enseigne l'histoire pendant plusieurs années. À la même période, il travaille au Cornell College, à partir de 1924, et à l'université d'État de l'Ohio, pendant l'été 1929. De 1939 à 1961, il est professeur d'histoire à l'université de l'Illinois à Urbana-Champaign et y préside pendant plusieurs années le département d'histoire,.
Il est membre de l'American Historical Association, et membre du comité exécutif de l'Organization of American Historians.
Il épouse à Edna M. Jones Shannon (10 novembre 1891 – 2 janvier 1953). Ils ont cinq enfants : Lucile, Marie, Edna, Marjory et Frederick A. Shannon (en), un herpétologiste réputé.
Il meurt le 4 février 1963. Il venait de commencer un semestre en professeur invité à l'université de Caroline du Sud. Il est enterré avec sa femme dans le Cimetière Mount Hope, à Urbana, dans l'Illinois.

## Recherches
Shannon publie plusieurs ouvrages et articles, et contribue à plusieurs revues scientifiques. Il s'intéresse surtout à l'histoire des Américains "moyens", considérant qu'ils sont les réels acteurs de la construction de la nation américaine.
En 1928, il publie un ouvrage en deux volumes, The Organization and Administration of the Union Army, 1861-1865, traitant de l'histoire de l'Union Army. Il remporte le prix Pulitzer d'histoire en 1929. Il a également contribué à la série d'ouvrages historiques The Economic History of the United States.
Depuis sa mort, certains de ses travaux, notamment un ouvrage publié en 1934, The Making of America, traitant de l'esclavage dans le sud des États-Unis, sont considérés comme racistes.

## Publications
- The Organization and Administration of the Union Army, 1861-1865 (1928)
- The Farmer’s Last Frontier: Agriculture, 1860-1897 (1945)
- American Farmers’ Movements (1957)
- The Centennial Years: A Political and Economic History of America from Late 1870s to the Early 1890s (1967)